# 吴云宅园
吴云宅园位于中国江苏省苏州市姑苏区庆元坊12号，分为“西宅”和“听枫园”两部分，原为清同治光绪年间苏州知府吴云的宅园，1982年被列为苏州市文物保护单位，2006年被列为江苏省文物保护单位。

## 历史
吴云善书法，好金石，吴昌硕曾与其交往并应聘住在园中教授童子。光绪九年（1883年）吴云卒后，园渐衰微。宣统二年（1910年）朱祖谋曾寓居此园。1928年园归陈氏。1949年后相继为教师进修学校、第二中学、评弹研究室、评弹团使用。1966年以后，宅园损毁严重。1979年后沦为大杂院。1983年迁出园中单位及住户，1984年底大修竣工。1985年春节，苏州国画院迁入。现仍由苏州国画院使用并管理。